# True Men Don't Kill Coyotes
"True Men Don't Kill Coyotes" foi a primeira canção de trabalho da banda Red Hot Chili Peppers. Foi lançada em 1984 como primeiro single do álbum The Red Hot Chili Peppers. 
Foi gravada com dois novos integrantes: além de Flea e Anthony Kiedis, haviam ingressado na banda Jack Sherman (guitarra), que saiu da banda logo em seguida, e Cliff Martinez (bateria) (que ficou um tempo a mais mas também foi substituído por Jack Irons).
A canção foi incluída na coletânea What Hits!?, no CD e DVD, lançada em 1992.

## Videoclipe
O videoclipe do single foi lançado em 1984 e foi exibido na MTV na época mas foi rapidamente esquecido. Apesar de o álbum The Red Hot Chili Peppers ter produzido três singles, True Men Don't Kill Coyotes foi o único videoclipe lançado com canções do álbum.